# Comté de Thurston (Nebraska)
Pour les articles homonymes, voir Comté de Thurston (Washington) et Thurston.
Le comté de Thurston est un comté de l'État du Nebraska, aux États-Unis. Il comptait 6 773 habitants en 2020. Son siège est la ville de Pender.
Fondé en 1889, le comté est nommé d'après John Mellen Thurston (en), sénateur des États-Unis pour le Nebraska de 1895 à 1901. Il s'est auparavant appelé comté de Flournoy du nom d'un ancien officier de la ligne de chemin de fer qui le traverse. 

## Comtés limitrophes
| Comté de Dixon  | Comté de Dakota   | Comté de Woodbury (Iowa) |
| Comté de Wayne  | comté de Thurston | Comté de Monona (Iowa)   |
| Comté de Cuming |                   | Comté de Burt            |

## Démographie

Pyramide des âges du comté de Thurston (2000).

Lors du recensement de 2020, le comté comptait une population de 6 773 habitants. 
| Groupes           | Comté de Thurston | Nebraska | États-Unis |
| ----------------- | ----------------- | -------- | ---------- |
| Amérindiens       | 58,8              | 1,2      | 1,1        |
| Blancs            | 36,5              | 78,4     | 61,6       |
| Métis             | 2,8               | 7,3      | 10,2       |
| Autres            | 1,5               | 8,2      | 14,7       |
| Afro-Américains   | 0,4               | 4,9      | 12,4       |
| Total             | 100               | 100      | 100        |
|                   |                   |          |            |
| Latino-Américains | 3,8               | 12       | 18,7       |